# Duzmo
Duzmo is een Brits historisch merk van motorfietsen.
De bedrijfsnaam was: John Wallace, Portable Tool & Engineering Co. Ltd., later Cedar Road Works, Londen.
John Wallace ontwierp na de Eerste Wereldoorlog een pure sportmotor met een 492cc-eencilinderkopklepmotor met een afneembare cilinderkop, aluminium zuiger en druksmering. Deze machine had nog directe riemaandrijving vanaf de krukas en kwam in 1919 op de markt. Hij werd geproduceerd door de Portable Tool and Engineering Co. in Londen.
In 1920 volgde een 8pk-V-twin met een blokhoek van 50°, die eigenlijk een dubbele eencilinder was en dus ongeveer 984 cc moet hebben gemeten. De firma verkocht de productierechten echter terug aan Wallace, die zijn bedrijf alleen voortzette, maar hulp kreeg van zijn vriend, de topconstructeur Bert le Vack.
In 1921 was de motor gewijzigd en in de herfst van dat jaar ging de V-twin in productie. Er was nu volledige kettingaandrijving met een Sturmey-Archer-versnellingsbak toegepast, maar klanten die daar prijs op stelden konden nog steeds een directe riemaandrijving zonder versnellingen bestellen.
In 1923 vertrok Le Vack naar JAP en de belangstelling voor de Duzmo-motorfietsen begon af te nemen. Alleen de eencilinder werd nog geproduceerd.
In 1924 verscheen een vernieuwd frame en de motor was nu licht slopend gebouwd. De machine kreeg nu ook een drieversnellingsbak en volledige kettingaandrijving, maar Wallace ging failliet. De Duzmo-eencilinders werden nog enige tijd verder gebouwd door D. J. Shepherd and Co. in Enfield Highway.

## Trivia
- De naam "Duzmo" was mogelijk een verbastering/afkorting van "Does More" ("Doet Meer", in relatie tot de topsnelheid).
- John Wallace was samen met Bert le Vack testrijder geweest voor het merk JAP, maar werd daar in 1913 ontslagen omdat hij te jong was. Tijdens de Eerste Wereldoorlog hadden beiden samengewerkt bij het ontwikkelen en testen van vliegtuigmotoren.